# 1477
- Wikisource

| Calendário gregoriano                                                        | 1477 MCDLXXVII                                       |
| Ab urbe condita                                                              | 2230                                                 |
| Calendário arménio                                                           | 926 – 927                                            |
| Calendário bahá'í                                                            | -367 – -366                                          |
| Calendário budista                                                           | 2021                                                 |
| Calendário chinês                                                            | 4173 – 4174 Início a 15 de janeiro (aproximadamente) |
| Calendário copta                                                             | 1193 – 1194                                          |
| Calendário etíope                                                            | 1469 – 1470                                          |
| Calendários hindus - Vikram Samvat - Calendário nacional indiano - Cáli Iuga | 1532 – 1533 1398 – 1399 4577 – 4578                  |
| Calendário Holoceno                                                          | 11477                                                |
| Calendário islâmico                                                          | 882 – 883                                            |
| Calendário judaico                                                           | 5237 – 5238                                          |
| Calendário persa                                                             | 855 – 856                                            |
| Calendário rúnico                                                            | 1727                                                 |
| Calendário solar tailandês                                                   | 2020                                                 |

1477 (MCDLXXVII, na numeração romana) foi um ano comum do século XV do Calendário Juliano, da Era de Cristo, e a sua letra dominical foi E (52 semanas), teve início a uma quarta-feira, terminou também a uma quarta-feira.
| Ano completo                        |
| ----------------------------------- |
| Ano comum com início à quarta-feira |

## Eventos
- O rei Afonso V de Portugal retira-se para um mosteiro e entrega a governação ao filho João.
- 15 de Março - Criação da Alfândega de Santa Cruz devido à importância do tráfico comercial, antes de ser elevada a vila.
- 15 de Março - Arrendamento de casa na rua do Esmeraldo para servir de sede à Alfândega do Funchal.
- 15 de Março - Criação da Alfândega de Machico.
- 15 de Março - Criação da Alfândega do Funchal, a mais antiga repartição pública do Arquipélago da Madeira.
- Terminou no Japão a Guerra de Ōnin iniciada em 1467.
- Fundamento da Universidade Johannes Gutenberg de Mogúncia.

## Nascimentos
- 25 de Janeiro - Ana, Duquesa da Bretanha e rainha consorte de França.

## Mortes
- 5 de Janeiro - Carlos, o Temerário, Duque da Borgonha, na batalha de Nancy contra a confederação helvética.